# Epityp
Epityp – dodatkowy, wyjaśniający typ (okaz lub ilustracja) gatunku lub taksonu niższego rzędu, podawany, gdy holotyp i paratypy z oryginalnej klasyfikacji są demonstracyjnie niejednoznaczne lub niewystarczające.
Epitypy nie mogą zastąpić typu podstawowego (holotypu, lektotypu lub neotypu). Zgodnie z pierwotnym zamysłem cechy epitypu mają stanowić tylko dodatek do typu podstawowego, a oba typy powinny służyć do tego celu w parze. Pomimo pierwotnego zamysłu, epitypy były szeroko stosowane jako środek uzupełniający podstawowy typ o inne cechy morfologiczne lub jako „typ filogenetyczny” (okaz referencyjny używany do sekwencjonowania DNA). Brak jakiejkolwiek procedury kontrolowania lub zastępowania wyznaczonych epitypów otwiera możliwość ich rażącego niewłaściwego użycia jako typu zastępczego.